# Маркова, Римма Мееровна
Римма Мееровна (Мейеровна) Маркова (род. 5 декабря 1951, Ленинград) — русская поэтесса, прозаик, педагог.

## Биография
Окончила художественно-графический факультет Ленинградского государственного педагогического института имени А. И. Герцена.
После окончания института работала в детской художественной школе города Апатиты Мурманской области.
В середине 80-х вернулась в Ленинград.
С 1994 года живёт и работает в Стокгольме, Швеция. Преподаёт графику, рисование и русский язык.

### Творчество
В юности посещала литературный клуб «Дерзание» Ленинградского дворца пионеров, многие члены которого обрели известность в литературном мире.
Первый сборник стихов вышел в 1979 году, затем в 1981 и 1984 годах в Мурманском книжном издательстве вышли сборники «Хибинская тетрадь» и «Полярное солнце». Позже, уже в Швеции, были написаны повесть «Черный викинг» и короткий роман «Штольц» (опубликован в журнале «Нева»).
Автор множества журнальных и газетных публикаций.

### Культурная деятельность
Организатор культурного общества «Встреча».
Участник фестивалей русско-грузинской поэзии, которые организуют Международный культурно-просветительский союз «Русский клуб» и Международная Федерация русскоязычных писателей.

### Премии
- Главный приз конкурса «Эмигрантская лира—2011» (недоступная ссылка) — «Золотой Маникен-Пис».
- «Просветитель года — 2011», Стокгольм (недоступная ссылка) — «2011 års folkbildare i Stockholm».
- Третья премия Четвертого международного конкунса русской поэзии «Под небом Балтики—2011» и первое место в номинации «Лирическая и любовная поэзия».
- Премия «Поэт года» журнала «Семь искусств» (2022)[5].

### Предложный падеж
«Дети Ра» 2010, № 10(72) / Евгений Степанов КОЛОНКА РЕДАКТОРА:

20-29 июня в Грузии…<…>… прошёл IV Международный русско-грузинский поэтический фестиваль…<…>… Участниками фестиваля стали такие известные поэты, как Джансуг Чарквиани, Олеся Николаева, Бахыт Кенжеев, Вероника Долина, Александр Радашкевич, Людмила Орагвелидзе, Ника Джорджанели, Максим Амелин, Анна Золотарева, Юрий Юрченко, Елена Исаева, Александр Герасимов, Юрий Кобрин, Давид Маркиш, Татьяна Перцева, Александр Кабанов, Павел Лукьянов, Алексей Остудин, Вальдемар Вебер, Елена Иванова-Верховская, Вадим Муратханов, Римма Маркова…<…>… Толстые российские литературные журналы представляли Сергей Чупринин («Знамя»)…

## Произведения
1. Хибинская тетрадь : Стихи / Римма Маркова. — Мурманск : Кн. изд-во, 1981[6].
2. Полярное солнце : Стихи / Римма Маркова. — Мурманск : Кн. изд-во, 1987[7].
3. Попытка невыезда: Поэтический дневник : Стихи / Римма Маркова. — СПб. : Нева, 1994 —[8]
4. Письма к любимому = Brev till min alskade : Стихи / Римма Маркова. — Nacka, 1999. Авторский перевод на швед. яз.: Rimma Markova. — Текст парал. на рус. и швед. яз.[9]
5. Fönstret (Окно) : Стихи / Rimma Markova — Bromma : Megilla-förl, 2001. Перевод на шведский Анники Бекстрём (Annika Bäckström)[10].
6. Черный викинг = Den svarte Vikingen: Повесть / Римма Маркова — Sweden, Författares Bokmaskin, 2008. Перевод на шведский Амбьёрн Мадегорд (Ambjörn Madegård)
7. Еврейская цапля : детский рассказ / Римма Маркова — США, журнал «Маленькая компания», 2006.
8. Штольц : Повесть / Римма Маркова. — журнал «Нева» № 9, 2006.
9. Стихи о Грузии : Стихи / Римма Маркова. — журнал «Крещатик» выпуск 42, 2008.
10. На холмах Грузии : Стихи / Римма Маркова. — журнал «Дружба народов» № 5, 2008.
11. Мой выставочный зал : Стихи / Римма Маркова. — Вильнюс : Standartu Spaustuve, 2012[11].
12. Лес голосов : Стихи / Римма Маркова. —Санкт Петербург, «Контраст», 2015
13. Та Грузия, которую пою: Стихи / Римма Маркова. — Калининград, 2016. Перевод на шведский Марии Родиковой (Maria Rodikova), перевод на грузинский Миндии Арабули  (Mindia Arabuli)
14. Мама: Стихи /  Римма Маркова — Стокгольм, 2020. Перевод на шведский Нины Чурклунд
15. Скандинавский альбом / Римма Маркова — Стокгольм, 2023 на 5 языках (русский, шведский, норвежский, финский, датский)
16. Боль. Стихи / Римма Маркова — Киев, 2024.

## Переводы и повторные публикации
1. 7 ryska poeter i Stockholm = Семь русских поэтов в Стокгольме : Стихи разных авторов / Borås : Invandrarförl., 1996. На шведском языке[12].
2. En novell, kanske?/ Metamorfos (журнал на шведском языке) № 4, 1999.
3. Den svarte vikingen : Перевод на шведский язык / Rimma Markova, 2008. Переводчик Амбьёрн Мадегорд (Ambjörn Madegård) при участии автора. — Текст парал. на рус. и швед. яз.[13]
4. Штольц / Римма Маркова — По тексту поставлен спектакль на «Радио России» в программе «Литературные чтения».